# Thiết đinh lá bẹ
Thiết đinh lá bẹ (danh pháp: Markhamia stipulata var. pierrei) là một loài cây lấy gỗ trung bình thuộc họ Bignoniaceae, bộ Lamiales.

## Đặc điểm sinh học
- Thân: cây gỗ cao từ 7-30 m [1] hoặc 5-15 m[2]
- Cành non, lá và cuống màu vàng nâu, có lông măng mịn, mềm.[3] Lá kép dài 30-55 cm, với 3-9 đôi lá chét (leaflets) hình quả trứng dẹt hoặc elíp dài.

## Phân bổ
Cây mọc ở vùng rừng thưa, ẩm ướt trên các vùng núi cao từ 300-1.700 mét thuộc Đông Nam Thái Lan, Trung Quốc, Campuchia, Lào, Myanmar, Thái Lan, Việt Nam
- Trung Quốc: Phúc Kiến, Quảng Đông, Quảng Tây, Hải Nam, Vân Nam[3]
- Việt Nam: Đắk Lắk, Khánh Hòa, Lâm Đồng, Ninh Thuận, Bình Thuận, Thành phố Hồ Chí Minh, Bình Dương, Tây Ninh, Bạc Liêu[1]